# Marcus Furius Camillus
Marcus Furius Camillus (ca. 446 f.Kr. – 365 f.Kr.) var en politiker i den romerske republik, der fem gange opnåede at blive diktator, var censor i 403 f.Kr. og som fik tilnavnet Roms anden grundlægger.
Hans første optræden på den politiske scene var i kampene mode etruskerne i slutningen af det 5. århundrede f.Kr. og starten af det 4. århundrede f.Kr.. Pga. den store succes, han havde i krigen, blev han i 396 f.Kr. udnævnt til diktator og i denne egenskab erobrede han den etruskiske by Veii, der havde været belejret i 10 år. Dette skaffede ham en triumf (den første af 4 triumfer).
I 387 f.Kr. stod han som diktator i spidsen for en hær, der slog gallerne, der var kommet så langt, at de belejrede Capitol. Historikere er dog i dag enige om, at en stor del af historien om Camillus' sejr over gallerne er en myte, men det er denne historie, der får Livius til at kalde ham Roms anden grundlægger. Endvidere skulle han have bygget Concordiatemplet på Forum Romanum.
Hos Plutark sammenlignes Camillus med Themistokles.
Nutidens forskere er i stor udstrækning enige om, at historierne om Camillus er så relativt gamle og lidt for fantastiske, at de anses som myter. At manden har levet er der dog ingen, der betvivler, men de kilder, der omtaler ham (Livius, Plutark, Polyb og Dionysios af Halikarnassos) er alle betydeligt senere end Camillus selv.